# /boot
V Linuxu a ostatních Unix-like operačních systémech obsahuje adresář /boot soubory používané při bootování operačního systému. Použití je standardizováno ve standardní hierarchii operačního systému. 

## Obsah
Adresář obsahuje zejména linuxové jádro anebo soubory potřebné pro zavaděč. Jaké soubory to konkrétně jsou závisí na druhu zavaděče, nejčastějšími jsou (na Linuxu) LILO a GRUB. 

### Linux
- vmlinuz – linuxové jádro
- initrd.img – dočasný souborový systém používaný před zavedením jádra
- System.map – mapovací tabulka symbolů používaná jádrem

### LILO
LILO vytváří a používá následující soubory
- map – klíčový soubor, který uchovává informaci, kde jsou uloženy soubory potřebované zavaděčem během bootování
- boot.xxyy – tyto 512bytové soubory jsou zálohy bootovacích sektorů, ať už master boot record anebo volume boot record. xx a yy jsou major a minor čísla zařízení v hexadecimální soustavě. Pokud má zařízení <ŧt>sda čísla 8 a 0, jeho MBA je zálohován do boot.0800.

LILO může též používat i jiné soubory, například message a také ukládá nebootovací konfiguraci v /etc/lilo.conf

### GRUB
GRUB ukládá své soubory do adresáře grub/ (tedy se nacházejí v /boot/grub/. Mezi tyto soubory patří především moduly (končící příponou .mod) spolu s konfigurací ukládanou v souboru grub.cfg.

## Lokace
Adresář /boot/ je jednoduše adresářem na hlavním oddílu pevného disku (někdy dokonce i jediným adresářem tam uloženým). I přesto se může jednat o samostatný oddíl. Toto řešení se většinou používá jen v případě, kdy je bootloader neschopen přečíst hlavní souborový systém (tak například SILO nerozeznává souborový systém XFS) anebo při ostatních podobných problémech. 